# Readme.cc
Readme.cc è un portale web internet 2.0 per libri e lettori finanziato dalla Commissione europea. Al 2011 è disponibile in dieci lingue. Dopo anni di sviluppo Readme.cc è stato pubblicato on-line nella primavera del 2008.

## Storia
L'idea della “Biblioteca virtuale” fu sviluppata all'interno di un progetto che ebbe luogo nel 2002 al Collegium Helveticum nell'Istituto Federale Svizzero di Tecnologia (ETH Zurigo) in collaborazione con lo scrittore ospite di quell'anno Walter Grond. Inizialmente Grond, la critica letteraria e il networker Beat Mazenauer avevano intenzione di creare un blog in tedesco dove gli autori e i critici potevano suggerire libri scrivendo brevi recensioni.
Nell'agosto del 2006 la Commissione europea ha fondato un programma di sviluppo triennale per readme.cc. All'interno dell'organizzazione del Programma Culturale per l'anno 2000. Il fine era diventare “Il Forum Europeo per i Lettori”. Grond e Maznauer furono affiancati dagli esperti multimediali Andreas Kohli e Martin Roth; i due hanno sviluppato con successo la tecnologia per Expo.02. Suggerirono inoltre la creazione di una piattaforma internet che avrebbe permesso agli utenti di creare le loro biblioteche. Questo ha trasformato l'esperimento letterario in un progetto web e un'interfaccia interattiva con il pubblico.

## Premi
- Prix Ars Electronica 2008 Menzione Onoraria nella categoria Comunità Digitali[1]
- Migliore utilizzabilità: riconoscimento come progetto esemplare dal Ministro Austriaco per l'Educazione, Arte e Cultura [2]